# Akira Ishigame
Akira Ishigame (石亀 晃 Ishigame Akira?, nacido el 20 de mayo de 1985 en Saitama) es un exfutbolista japonés. Jugaba de defensa y su último club fue el Thespa Kusatsu de Japón.

## Trayectoria

### Clubes
| Club           | País  | Año         |
| -------------- | ----- | ----------- |
| Omiya Ardija   | Japón | 2004 - 2007 |
| Thespa Kusatsu | Japón | 2008        |